# Buena Vista, Pantepec
Buena Vista är en ort i Mexiko.   Den ligger i kommunen Pantepec och delstaten Puebla, i den sydöstra delen av landet, 180 km nordost om huvudstaden Mexico City. Buena Vista ligger 397 meter över havet och antalet invånare är 164.
Terrängen runt Buena Vista är kuperad åt sydväst, men åt nordost är den platt. Runt Buena Vista är det ganska tätbefolkat, med 52 invånare per kvadratkilometer. Närmaste större samhälle är Metlaltoyuca, 19,9 km norr om Buena Vista. Omgivningarna runt Buena Vista är en mosaik av jordbruksmark och naturlig växtlighet.